# El Faro de Cabo Mayor
El Faro de Cabo Mayor oder Faro Bellavista ist ein Leuchtturm an der spanischen Atlantikküste und befindet sich am Cabo Mayor in Santander, der Hauptstadt von Kantabrien.

## Geschichte
Am 17. Februar 1833 wurde auf königlichen Befehl der Bau einer rotierenden Laterne am Cabo Mayor angeordnet. Zuvor befand sich an derselben Stelle ein Wachturm, von dem aus tagsüber mit Fahnen und nachts mit Feuer Signale an die Schiffe gesendet wurden. Der heutige Leuchtturm wurde sechs Jahre später, am 15. August 1839, eingeweiht.
Der Entwurf des Gebäudes war ursprünglich das Werk des Kapitäns Felipe Bauzá, obwohl die endgültige Fassung von Domingo Rojí ausgeführt wurde. Das Bauwerk besteht aus einem steinernen runden Turm, erbaut auf einem zweiten Körper mit einem quadratischen Grundriss. Der Turm steht 91 Meter über dem Meeresspiegel und erhebt sich 30 Meter über dem Boden.
Durch den Einbau technischer Ausrüstung wurde der vorhandene Platz an der Basis des Turms erheblich reduziert, sodass im Jahre 1935 ein angrenzendes Gebäude als Heim für die Leuchtturmwärter gebaut wurde. Dieses wurde bis 2001 bewohnt. Danach wurde es umgebaut und dient heute als Kunstzentrum und Museum, dem Centro de Arte Faro de Cabo Mayor.

### Centro de Arte Faro de Cabo Mayor
Das Kulturzentrum verfügt über drei Ausstellungsräume mit einer Sammlung von Kunstwerken, Objekten und Kuriositäten rund um das Meer und Leuchttürmen, die von den kantabrischen Künstlern Eduardo Sanz und Isabel Villar zusammengestellt wurde. Die Sammlung umfasst Werke internationaler Künstler wie Eduardo Arroyo, Joaquin Peinado, Christian Awe, Javier Mariscal, José Caballero, Guillermo Pérez-Villalta, Fernando Bellver und viele mehr.

## Navigationshilfe
In seinen Anfängen hatte der Leuchtturm eine Optik zweiter Ordnung und ein Fresnel-Linsen-System, das jede Minute ein festes Licht mit einem Blitz abgab. Es hatte 100 obere und 60 untere Spiegel mit 8 Linsen. Diese Vorrichtung wurde durch ein Gewichtssystem bewegt und erzeugte einen Lichtkegel von 3 Zoll Basis und 2 Zoll Höhe. Gebaut wurde es in Paris.
1877 wurde damit begonnen, Mineralöl als Brennstoff zu verwenden, der Leuchtturm war damit der erste in Spanien, der diesen Brennstoff nutzte.
1954 wurde eine Sirene installiert und 4 Jahre später ein Funkfeuer mit einer Reichweite von 80 km, welches 1979 modernisiert wurde. Der Betrieb erfolgt elektrisch und bezieht seinen Strom aus dem städtischen Netz.